# Depressariidae
De Depressariidae (Platlijfjes) zijn een familie van vlinders in de superfamilie van de Gelechioidea.

## Onderfamilies
Deze familie kent de volgende onderfamilies:
- Acriinae Kuznetsov & Stekolnikov, 1984
- Aeolanthinae Kuznetzov & Stekolnikov, 1984
- Cryptolechiinae Meyrick, 1883
- Depressariinae Meyrick, 1883
- Ethmiinae Busck, 1909
- Hypercalliinae Leraut, 1993
- Hypertrophinae Fletcher, 1929
- Oditinae Lvovsky, 1996
- Peleopodinae Hodges, 1974
- Stenomatinae Meyrick, 1906

## In Nederland waargenomen soorten
- Genus: Agonopterix
  - Agonopterix alstromeriana - (Blauwvlekkaartmot)
  - Agonopterix angelicella - (Moeraskaartmot)
  - Agonopterix arenella - (Bleke kaartmot)
  - Agonopterix assimilella - (Gele bremkaartmot)
  - Agonopterix atomella - (Heidebremkaartmot)
  - Agonopterix capreolella - (Bevernelkaartmot)
  - Agonopterix ciliella - (Bonte kaartmot)
  - Agonopterix cnicella - (Kruisdistelkaartmot)
  - Agonopterix conterminella - (Wilgenkaartmot)
  - Agonopterix curvipunctosa - (Waddenkaartmot)
  - Agonopterix heracliana - (Gewone kaartmot)
  - Agonopterix kaekeritziana - (Heldergele kaartmot)
  - Agonopterix laterella - (Korenbloemkaartmot)
  - Agonopterix liturosa - (Sint-janskaartmot)
  - Agonopterix nanatella - (Driedistelkaartmot)
  - Agonopterix nervosa - (Spitse kaartmot)
  - Agonopterix ocellana - (Roodvlekkaartmot)
  - Agonopterix oinochroa
  - Agonopterix pallorella - (Zwartstreepkaartmot)
  - Agonopterix propinquella - (Zwartvlekkaartmot)
  - Agonopterix purpurea - (Purperkaartmot)
  - Agonopterix scopariella - (Vale bremkaartmot)
  - Agonopterix subpropinquella - (Distelkaartmot)
  - Agonopterix umbellana - (Gaspeldoornkaartmot)
  - Agonopterix yeatiana - (Peenkaartmot)
- Genus: Depressaria
  - Depressaria albipunctella - (Witstipplatlijfje)
  - Depressaria badiella - (Heideplatlijfje)
  - Depressaria beckmanni
  - Depressaria chaerophylli - (Kervelplatlijfje)
  - Depressaria daucella - (Karwijplatlijfje)
  - Depressaria depressana - (Klein peenplatlijfje)
  - Depressaria discipunctella - (Sober platlijfje)
  - Depressaria douglasella - (Bont platlijfje)
  - Depressaria emeritella - (Witrugplatlijfje)
  - Depressaria pimpinellae - (Bevernelplatlijfje)
  - Depressaria pulcherrimella - (Klein platlijfje)
  - Depressaria radiella - (Groot platlijfje)
  - Depressaria sordidatella - (Grauw platlijfje)
  - Depressaria ultimella - (Torkruidplatlijfje)
- Genus: Ethmia
  - Ethmia bipunctella - (Grote zwartwitmot)
  - Ethmia dodecea - (Tienvlekzwartwitmot)
  - Ethmia quadrillella - (Kleine zwartwitmot)
  - Ethmia terminella - (Vierpuntzwartwitmot)
- Genus: Levipalpus
  - Levipalpus hepatariella - (Leverplatlijf)
- Genus: Luquetia
  - Luquetia lobella - (Tienvlekmot)
- Genus: Orophia
  - Orophia sordidella - (Krijtlandmot)
- Genus: Semioscopis
  - Semioscopis avellanella - (Berkenplatlijf)
  - Semioscopis oculella - (Sikkelplatlijf)
  - Semioscopis steinkellneriana - (Meidoornplatlijf)